# Distrito de Ashok Nagar
Ashok Nagar (en hindi; अशोकनगर जिला) es un distrito de la India en el estado de Madhya Pradesh. Código ISO: IN.MP.AK.
Comprende una superficie de 4673 km².
El centro administrativo es la ciudad de Ashok Nagar.

## Demografía
Según censo 2011 contaba con una población total de 844979 habitantes, de los cuales 400328 eran mujeres y 444651 varones.